# 오렌지 카운티 플라이어스
오렌지 카운티 플라이어스(Orange County Flyers)는 미국의 골든 베이스볼 리그에 참가하고 있는 프로야구팀이다. 굿윈 필드를 홈구장으로 사용하고 있다.